# Недовршене приче
Недовршене приче је трећи албум хрватске групе Нови Фосили. Албум је изашао 1980 у издању Југотона. Сниман је у Милану у продукцији Луке Братичевића. Највећи хитови су Шути мој дјечаче плави и Најдраже моје.

## Позадина
Фосили су током 1979 године учествовали на фестивалима у Опатији, Сарајеву (ВШС), Загребу, Београду (Београдско пролеће) и Сплиту.

## О албуму
Сниман је у Милану јануара 1980. године. Продат је у неколико хиљада примерака и достигао је дијамантски и златни тираж. Већину песама је компоновао Рајко Дујмић.
Унутрашњи део омота краси слика кофера са сликама чланова кад су били мали и синглицама упаковани у кофер.

## Списак песмама
| №   | Назив                    | Трајање |  |
| 1.  | Никад више старо вино    | 3:35    |  |
| 2.  | Тако је мало ријечи пало | 3:26    |  |
| 3.  | Шути мој дјечаче плави   |         |  |
| 4.  | Ти си моја киша блага    | 3:34    |  |
| 5.  | Ли-ла.ло                 | 3:16    |  |
| 6.  | Најдраже моје            | 3:40    |  |
| 7.  | Збогом                   | 3:24    |  |
| 8.  | Ја нисам тај             | 3:43    |  |
| 9.  | Готово је с нама         | 3:07    |  |
| 10. | Крај љубави              | 3:24    |  |

## Наслеђе
Песма Шути мој дјечаче плави је популарна код навијача ФК Хајдук из Сплита кад је год утакмица са вечитим ривалом ФК Динамо из Загреба.